# Weg der Menschenrechte
Der Weg der Menschenrechte ist ein Projekt der 2016 gegründeten Bewusstseinsregion Mauthausen-Gusen-St. Georgen. Er besteht aus drei Etappen, die vom Bahnhof Mauthausen über das Konzentrationslager Mauthausen über das Außenlager Gusen bis zum Haus der Erinnerung in St. Georgen an der Gusen führen.
Das Projekt soll sowohl der historischen Thematik aus der NS-Zeit gerecht werden als auch aktuelle Fragen zu den Universellen Menschenrechten sichtbar macht. Die erste Etappe – vom Bahnhof Mauthausen zur KZ-Gedenkstätte – ist in 13 Stationen gegliedert. Es handelt sich um jenen Weg, den auch die KZ-Häftlinge zurücklegen mussten. Hier werden Themen aus der Bevölkerung und die Präsenz der SS aufgezeigt. Artikel der Menschenrechtskonvention und Texte von Jugendlichen säumen die Strecke. Die Künstlerin Nina Maron porträtierte Personen mit Bezug zur Thematik – beispielsweise den Postenkommandanten Hugo Lunardon (1893–1940), der gegen illegale Nationalsozialisten vorging und nach ihrer Machtergreifung in Österreich ins KZ eingeliefert wurde, Kailash Satyarthi (geboren 1954), der 2014 gemeinsam mit Malala Yousafzai den Friedensnobelpreis erhielt, oder die Kapitänin Carola Rackete. Die zweite Etappe, sie führt zum Memorial Gusen, wurde wiederum in 13 Stationen gegliedert. Der Audioweg Gusen bis zum Haus der Erinnerung, errichtet in der Nähe des Eingangs zum unterirdischen Flugzeugwerk B8 Bergkristall, bildet die dritte Etappe. Begleitete Spaziergänge werden angeboten. Der Weg soll auf zwei Wanderkarten eingezeichnet werden.